# Колин, Юрген
Юрген Романо Колин (нидерл. Jürgen Romano Colin; родился 20 января 1981, Утрехт) — нидерландский футболист, защитник.

## Биография
Юрген Романо Колин родился 20 января 1981 года в городе Утрехте. Футболом Юрген начал заниматься в местной детской команде ХМС. В подростковом возрасте Колин был замечен скаутами ПСВ и перешёл в юношескую команду этого клуба.
В Высшем дивизионе Нидерландов Юрген дебютировал 22 августа 2001 года, в домашнем матче против «Ден Босха», Колин вышел на замену на 68-й минуте, заменив полузащитника Тео Люсиуса. Матч завершился победой ПСВ со счётом 3:2, хотя гости к 70-й минуте вели со счётом 2:1. В январе 2002 года Юрген был отдан в аренду бельгийскому «Генку». 17 января Колин дебютировал за команду в матче против «Антверпена», завершившемся победой «Генка» со счётом 2:1. За пять месяцев Юрген отыграл в Чемпионате Бельгии 7 матчей, став при этом с клубом чемпионом Бельгии сезона 2001/02. После возвращения в ПСВ Колин вновь был отдан в аренду, на этот раз в НАК.
Вернувшись в ПСВ, Юрген отыграл за этот клуб сезон. Следующим клубом в карьере стал клуб английской Футбольной лиги «Норвич Сити».
Первый сезон в «Норвиче» для нидерландского защитника выдался довольно трудным, на протяжении всего сезона Юрген боролся за место в основном составе, но в конечном счёте уступил более опытному Крэгу Флемингу. Однако в сезоне 2006/07 Юрген закрепился в составе, но с приходом нового тренера, Питера Гранта, вновь потерял место. В начале июля 2007 года Колин был приглашён на трёхнедельный просмотр в амстердамский «Аякс». 30 июля 2007 года Юрген подписал с «Аяксом» контракт на один сезон с возможностью продления ещё на один год. По некоторым данным, сумма трансфера бывшего игрока «Норвича» составила около 100 тысяч евро.
В «Аяксе» Юрген дебютировал в матче за Суперкубок Нидерландов против ПСВ, в котором «Аякс» победил со счётом 1:0.
В августе 2008 года Колин перешёл в испанский «Спортинг» из Хихона, завоевавший право выступать в Примере. С клубом Юрген заключил контракт на один сезон. Дебютировал Колин за «Спортинг» 13 сентября в гостевом матче против «Севильи». К 20-й минуте команда Юргена вела со счётом 0:2, в итоге «Спортинг» потерпел поражение со счётом 4:3.
После окончания сезона Юрген покинул команду, а 25 августа 2009 года 28-летний защитник заключил двухлетний контракт с «Валвейком». Колин стал шестым новичком в команде в начале сезона 2009/10.

## Достижения
- Чемпион Бельгии: 2001/02
- Обладатель Суперкубка Нидерландов: 2007